# Обельковичи (Дятловский район)
Обе́льковичи (бел. Абелькавічы) — деревня в Дворецком сельсовете Дятловского района Гродненской области Белоруссии. По переписи населения 2009 года в Обельковичах проживало 42 человека.

## Этимология
Название деревни образовано от фамилии Обелькович.

## География
Обельковичи расположены в 14 км к юго-востоку от Дятлово, 167 км от Гродно, 8,5 км от железнодорожной станции Новоельня.

## История
В 1878 году Обельковичи — деревня в Дворецкой волости Слонимского уезда Гродненской губернии (23 двора, хлебный магазин). В 1880 году в деревне было 168 жителей.
Согласно переписи населения 1897 года в Обельковичах насчитывалось 39 домов, проживало 244 человека.
В 1921—1939 годах Обельковичи находились в составе межвоенной Польской Республики. В сентябре 1939 года Обельковичи вошли в состав БССР.
В 1996 году Обельковичи входили в состав колхоза имени К. Заслонова. В деревне насчитывалось 53 хозяйства, проживало 107 человек.

## Достопримечательности
- Курган. Находится в 2,5 км к юго-востоку от деревни[2].